# Руслан Бакытжанович Бекетаев
Руслан Бакытжанович Бекетаев - (каз. Руслан Бакытжанұлы Бекетаев; 16 ноября 1975, Чимкент, Казахская ССР). — Член Коллегии (министр) по экономике и финансовой политике Евразийской экономической комиссии (с 5 марта 2021), вице-министр финансов Республики Казахстан (с июля 2014 по февраль 2021).

## Биография
Руслан Бекетаев родился 16 ноября 1975 года в г. Шымкент, Казахстан В 1996 году с отличием окончил Казахский государственный аграрный университет по специальности экономист-бухгалтер. В 2011 году с отличием окончил Бристольский университет (Бристоль, Великобритания) по специальности «Экономика, финансы и менеджмент», а так же с отличием окончил Бизнес-школу Саида Оксфордского Университета (Оксфорд, Великобритания) по направлению «Финансовая стратегия». В 2014 году – Казахский гуманитарно-юридический университет по направлению «Юриспруденция». В 2019 году с отличием окончил Бизнес Школу Имперского Колледжа Лондона (Лондон, Великобритания) степенью Executive MBA (магистр бизнес-администрирования).
Трудовую деятельность начал в 1996 году в Национальной комиссии по ценным бумагам Республики Казахстан. С 2001 по 2004 годы – заместитель начальника, начальник управления инспектирования на рынке ценных бумаг департамента финансового надзора Национального Банка Республики Казахстан.
С 2004 по 2005 годы – начальник управления инспектирования за банками департамента надзора за банками Агентства по регулированию и надзору финансового рынка и финансовых организаций Республики Казахстан. С 2005 по 2010 годы служил в органах финансовой полиции на разных должностях от начальника отдела до заместителя начальника департамента экономических и финансовых преступлений.
С 2011 по 2012 годы – заместитель председателя Комитета по финансовому мониторингу Министерства финансов Республики Казахстан.
С 2012 по 2014 годы – председатель Комитета казначейства Министерства финансов Республики Казахстан. С 2014 по февраль 2021 года – вице-министр финансов Республики Казахстан.
В 2008 году награжден медалью «Ерен Енбегi ушiн» («За трудовое отличие»), в 2011 году – знаком «Отличник финансовой системы», в 2015 году – Орденом «Құрмет» («Почет»).
С 5 марта 2021 года Решением Высшего Евразийского экономического совета назначен членом Коллегии (министром) по экономике и финансовой политике Евразийской экономической комиссии.

## Награды
| Страна    | Дата | Награда                            |
| --------- | ---- | ---------------------------------- |
| Казахстан | 2008 | Медаль «Ерен еңбегі үшін»          |
| Казахстан | 2011 | Знак «Отличник финансовой системы» |
| Казахстан | 2015 | Кавалер ордена Курмет              |